# Noatun
Noatun è un lettore multimediale per KDE. Il programma supporta vari formati, tra cui Ogg Vorbis e WAV.
Il player ha la possibilità di usare skin, tra cui le classiche di Winamp, XMMS e KJöfol e altre, e tramite plugin può espandere le sue funzionalità.
Recentemente ha ricevuto delle critiche per mezzo dei tempi di sviluppo relativamente lenti e ridondati rispetto ad altri player di KDE come JuK e amaroK.

## Curiosità
Il nome del programma deriva da Nóatún, dimora di Njörðr, dio della mitologia norrena.